# Панетиери
Панетиѐри (на италиански: Panettieri, на местен диалект Panettìari, Панетиари) е село и община в Южна Италия, провинция Козенца, регион Калабрия. Разположено е на 937 m надморска височина. Населението на общината е 344 души (към 2012 г.).